# ヴィシバダ (小惑星)
ヴィシバダ (717 Wisibada) は小惑星帯に位置する小惑星である。ハイデルベルクのケーニッヒシュトゥール天文台でフランツ・カイザーによって発見された。
カイザーの出身地であるヴィースバーデンのラテン語名に因んで名づけられた。